# Aleksandr Ceaev
Aleksandr Ceaev (n. 17 martie 1962, Voronej, RSFS Rusă, URSS) este un înotător rus, medaliat olimpic. A participat la o ediție a Jocurilor Olimpice (1980) în care a câștigat o medalie de argint.

## Participări
Lista de mai jos prezintă principalele competiții la care a participat Aleksandr Ceaev de-a lungul carierei.
- swimming at the 1980 Summer Olympics – men's 1500 metre freestyle[*]